# Eretmocerus aegypticus
Eretmocerus aegypticus is een vliesvleugelig insect uit de familie Aphelinidae. De wetenschappelijke naam is voor het eerst geldig gepubliceerd in 2004 door Evans & Abd-Rabou.